# Playa de La Concha (Suances)
La playa de la Concha está situada en el municipio de Suances, en la comunidad autónoma de Cantabria, España.